# Hatto
Hatto ist ein alter deutscher männlicher Vorname.

## Herkunft und Bedeutung des Namens
Althochdeutsch: Kurzform eines Namens, der aus hadu „Kampf“ (vgl. nhd. hadern) und einem weiteren unbekannten Bestandteil zusammengesetzt ist (wie z. B. Hadubrand, Hadbert, Hadwin).

## Verbreitung
Der Name war im frühen Mittelalter im deutschen Sprachraum weit verbreitet.

## Namenstag
4. Juli, im Gedenken an Hatto, Rekluse in Ottobeuren

## Varianten
- italienisch: Attone

## Namensträger

### Vorname
- Hatto (Atto) von Spoleto († 663), Dux des langobardischen Herzogtums Spoleto
- Hatto I. (* um 850; † 913), von 888 bis 913 Abt des Klosters Reichenau sowie von 891 bis 913 Erzbischof von Mainz und Erzkanzler des Ostfränkischen Reiches
- Hatto II., von 968 bis 970 Erzbischof von Mainz
- Drei der Äbte von Fulda (9./10. Jh.)
- Hatto von Passau, von 806 bis 817 Bischof von Passau
- Hatto (Attone) von Vercelli, von 925 bis 960 Bischof von Vercelli

#### Personen der Neuzeit
- Hatto Beyerle (1933–2023), deutsch-österreichischer Kammermusiker und Dirigent
- Hatto Klamt (1936–2022), deutscher Schulleiter und Politiker
- Hatto H. Schmitt (1930–2023), deutscher Althistoriker

### Fiktive Figur
- Hatto, Mönch von Fulda, fiktive Figur der Hatto-Comics
- „Hatto“   Mittelalterroman des tschechischen Autors Egon Bondy

### Familienname
- Arthur T. Hatto (1910–2010), britischer Literaturwissenschaftler
- Jeanne Hatto (1879–1958), französische Opernsängerin
- Joyce Hatto (1928–2006), britische Pianistin